# Călătorie în a cincea dimensiune
Călătorie în a cincea dimensiune sau O buclă în timp (engleză: A Wrinkle in Time) este un roman științifico-fantastic al scriitoarei americane Madeleine L'Engle prima oară publicat în 1962. Este primul roman din seria de romane SF și fantastice pentru tineret Cvartetul timpului (Time Quartet). În limba română romanul a apărut în 2009 la editura Corint Junior, traducător Gabriela Stoica. Călătorie în a cincea dimensiune a primit Premiul Newberry, Premiul Sequoyah Book și Premiul Lewis Caroll Shelf.
A fost ecranizat în 2003 și o viitoare adaptare Walt Disney Pictures are premiera programată în 2018. Romanul a mai inspirat o operă, un roman grafic și câteva piese de teatru.